# Die Frauengasse von Algier
Die Frauengasse von Algier ist ein 1926 entstandenes deutsches Stummfilmmelodram von Wolfgang Hoffmann-Harnisch mit Maria Jacobini, Camilla Horn und Warwick Ward in den Hauptrollen. Franz Schafheitlin gab hier sein Filmdebüt.

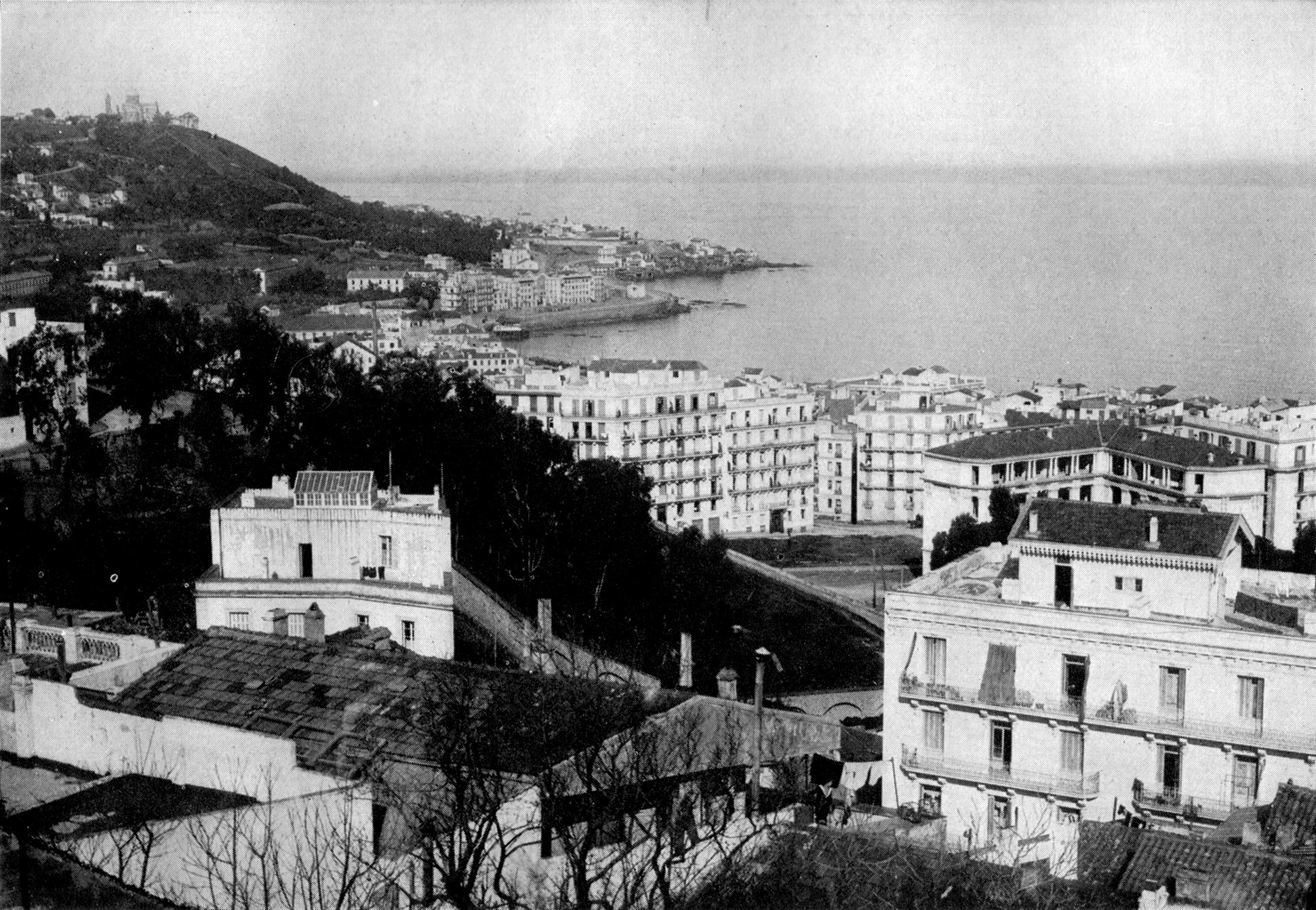
Drehort: das historische Algier

## Handlung
Frankreich, zur Kolonialzeit. Während Madame Brisson im französisch kontrollierten Algier in Nordafrika der gehobenen Gesellschaft angehört, lebt sie ein Doppelleben und ist als Musa Samarra eine berühmt-berüchtigte Repräsentantin des hiesigen Nachtlebens, die ein zwielichtiges Etablissement führt. Ihre Tochter Adrienne soll von all dem nicht wissen, und deshalb wurde sie seit frühester Kindheit in Südfrankreich zur Erziehung auf eine Klosterschule gesteckt. Nun aber ist sie erwachsen geworden und möchte unbedingt auf deren Einladung ihre Mutter besuchen. Adrienne lernt auf der Schiffspassage über das Mittelmeer den ebenso halbseidenen wie skrupellosen Nicola Molescu kennen, von dem sie nicht weiß, dass er der Liebhaber ihrer Mutter ist. Molescu hat schon einiges auf dem Kerbholz, und deshalb ist auch die französische Justiz an ihm interessiert. Jedenfalls hat sich der Staatsanwalt René Cadillac an Adrienne rangehängt, weil man sich von ihrer Beschattung etwas erhofft.
In Algier angekommen, freut sich Madame Brisson sehr, ihre in all den Jahren groß gewordene Tochter wieder zu sehen. Sie erkennt, dass ihr Leben so nicht weitergehen sollte und hofft durch Adriennes Anwesenheit ihre nokturne Existenz als „Musa Samarra“ hinter sich lassen zu können.  Molescu will jedoch keinesfalls, dass seine Geliebte aus dem bisherigen Leben aussteigt, denn er hat neue, finstere Pläne. Er verschleppt kurzerhand Adrienne, auf dass sie in seinem Puff als Prostituierte anschaffen geht. Madame Brisson versucht verzweifelt, ihrer Tochter aus dessen Fängen zu befreien, ohne vor ihr ihre Doppelexistenz bloßlegen zu müssen. Und so kommt es prompt zu einer Konfrontation mit Molescu, die für Adriennes Mutter tödlich endet. Doch auch der Schurke muss für sein schändliches Tun bezahlen: der Bruder von Mira, einem geschändeten Mädchen, sticht ihn nieder. Im letzten Moment erscheint Staatsanwalt Cadillac und befreit Adrienne aus den Händen der Mädchenhändler. Beide haben sich im Laufe der Ereignisse ineinander verliebt und können nun eine gemeinsame Zukunft beginnen.

## Produktionsnotizen
„Die Frauengasse von Algier“ entstand mit seinen Außenaufnahmen im November/Dezember 1926 vor Ort in Algier. Der Film passierte am 6. Mai 1927 die Zensur und wurde vier Tage später im Berliner UFA-Palast am Zoo uraufgeführt. Der mit Jugendverbot belegte Streifen besaß sieben Akte, verteilt auf 2342 Metern Länge.
Bruno Krauskopf entwarf die von Hans Jacoby umgesetzten Filmbauten.

## Rezeption
„Wolfgang Hoffmann-Harnisch hat die Geschichte schön in Szene gesetzt – in Dekors, die einerseits mit dokumentarischer Begeisterung das Panorama des sonnigen Algier der kolonialen Kreise feiern, andererseits die verwinkelten Gassen der Altstadt in ein expressives Licht setzen, durch das schon ein Golem gehuscht sein könnte. Die für den Stummfilm charakteristische Stilisierung aller Bewegungen und die ausgelassenen Orgientableaux aus Musa Samarras Etablissement rücken den Film in eine seltsame Distanz zu seinem rührseligen Plot.“